# 柳瀬尚紀
柳瀬 尚紀（やなせ なおき、1943年3月2日 - 2016年7月30日）は、日本の英文学者、翻訳家、随筆家。
語呂合わせなどの言葉遊びを駆使した独自の文体で『フィネガンズ・ウェイク』などの翻訳を行った。「悪訳」をするとみなした翻訳家に対しては痛烈な批判を行った。

## 来歴・人物
北海道根室市出身。1965年に早稲田大学第一文学部卒業、1967年同大学院文学研究科修士課程卒業、1970年同大学院文学研究科博士課程満期終了退学。1977年に成城大学助教授、1991年に辞職。
1976年にエリカ・ジョング『飛ぶのが怖い』の訳書がベストセラーとなり、「飛んでる女」が流行語となる。その後もジョング作品の翻訳を続けている。コレット・ダウリング『シンデレラ・コンプレックス』の訳はロングセラーとなった。
ルイス・キャロルの翻訳も多く、高校時代に数学者を志していたほどで、数学に詳しい。前衛的な文学作品を多数翻訳。英語・国語辞書や翻訳・国語論に関する著作も多い。
趣味の領域を超えた活動も数多く、関連書籍も刊行した。
- 1981年に、第3回日本雑学大賞を受賞。
- 1987年には「猫の日制定委員会」を発足させるなど、猫好きである。
- 将棋ファンであり、将棋に関する著作を米長邦雄や羽生善治との共著で数冊出している。
- 競馬では「中央競馬GI 競走出走馬馬名プロファイル」を開催日に配布されるレーシングプログラムに掲載している。アナグラムの多用が特徴である。また、2008年より使用されている中央競馬の新馬戦の呼称「メイクデビュー」を考案した。

2016年7月30日に肺炎のため没した。

### ジョイスの翻訳
大学院時代に鈴木幸夫教授のグループでジェイムズ・ジョイスの翻訳を『早稲田文学』に連載していた。
翻訳不可能と言われたジョイスの『フィネガンズ・ウェイク』を独自の造語を用いて翻訳したことは話題となり、日本翻訳文化賞、BABEL国際翻訳大賞、日本翻訳大賞を受賞。また、『ジェイムズ・ジョイスの謎を解く』（岩波新書）では『ユリシーズ』12章の語り手が犬であるという新説を打ち出した。
『ユリシーズ』訳を継続中のまま、2016年7月に逝去。同年12月に『ユリシーズ 1 - 12』（12章まで）が刊行された。2017年7月に刊行された『ユリシーズ航海記 「ユリシーズ」を読むための本』（河出書房新社）には、「ユリシーズ 13 - 18　試訳と構想」という一章に、未刊に終わった第13章から18章の試訳（一部は断章）が掲載された。

## 著書
- 『ノンセンソロギカ 擬態のテクスチュアリティ』（朝日出版社、エピステーメー叢書） 1978年
- 『翻訳困りっ話』（白揚社） 1980年、のち河出文庫 1992年
- 『英語遊び』（講談社現代新書） 1982年、のち河出文庫 1998年
- 『翻訳からの回路』（白揚社） 1984年、のち改題『翻訳は実践である』（河出文庫） 1997年
- 『ズーっとみんななかよしニャンだ』（開隆堂出版） 1985年
- 『ナンセンス感覚』（講談社現代新書） 1986年、のち河出文庫 1998年
- 『フィネガン辛航紀 『フィネガンズ・ウェイク』を読むための本』（河出書房新社） 1992年
- 『辞書はジョイスフル』（TBSブリタニカ） 1994年、のち新潮文庫 1996年
- 『ジェイムズ・ジョイスの謎を解く』（岩波新書） 1996年
- 『G1出走馬馬名読本』（ミデアム出版社） 1998年
- 『広辞苑を読む』（文春新書） 1999年
- 『翻訳はいかにすべきか』（岩波新書） 2000年
- 『猫舌流英語練習帖』（平凡社新書） 2001年
- 『猫舌三昧』（朝日新聞社） 2002年
- 『猫と馬の居る書斎』（自由国民社） 2003年
- 『辞書を読む愉楽』（角川選書） 2003年
- 『言の葉三昧』（朝日新聞社） 2003年
- 『日本語は天才である』（新潮社） 2007年
- 『日本語ほど面白いものはない 邑智小学校六年一組特別授業』（新潮社） 2010年
- 『ユリシーズ航海記 「ユリシーズ」を読むための本』（河出書房新社） 2017年
- 『ことばと遊び、言葉を学ぶ』（河出書房新社）2018年

## 共編著
- 『<カン>が<読み>を超える』（米長邦雄対談、朝日出版社、Lecture books） 1984年、のち改題『「運とカン」を磨く』（講談社+α文庫） 1994年
- 『やるっきゃない英文読解』（千倉真理共著、日本翻訳家養成センター） 1984年
- 『『ジャック&ベティ』の英語力で英語は読める 最強の教科書英語による英語講座』（開隆堂出版） 1987年
- 『猫百話』（編、ちくま文庫） 1988年
- 『突然変異幻語対談 汎フィクション講義』（筒井康隆対談、朝日出版社、Lecture books） 1988年、のち河出文庫 1993年
- 『対局する言葉 羽生v.s.ジョイス』（羽生善治対談、毎日コミュニケーションズ） 1996年、のち河出文庫 1996年
- 『辞書 日本の名随筆・別巻74』（編、作品社） 1997年
- 『ことば談義寐ても寤ても』（山田俊雄対談、岩波書店） 2003年
- 『勝ち続ける力』（羽生善治共著、新潮社） 2009年、のち新潮文庫

## 翻訳
- 『トロール』（B・S・ジョンソン、筑摩書房） 1969年
- 『もう森へなんか行かない』（エドゥアール・デュジャルダン、鈴木幸夫共訳、都市出版社） 1971年
- 『ボルヘスとの対話』（リチャード・バーギン、晶文社、晶文選書） 1973年
- 『幻獣辞典』（ホルヘ・ルイス・ボルヘス, マルガリータ・ゲレロ、晶文社） 1974年、のち新版 1998年、2013年、のち河出文庫 2015年5月
- 『ボルヘス怪奇譚集』（ボルヘス, アドルフォ・ビオイ=カサレス、晶文社） 1976年、のち新版 1998年、のち河出文庫 2018年4月
- 『死父』（ドナルド・バーセルミ、集英社、現代の世界文学） 1978年
- 『パラドクスの匣』（パトリック・ヒューズ, ジョージ・ブレヒト、朝日出版社、エピステーメー叢書） 1979年
- 『猫文学大全』（George MacBeth,Martin Booth編、大和書房） 1980年、のち河出文庫 1990年
- 『犯罪は詩人の楽しみ 詩人ミステリ集成』（エラリー・クイーン編、創元推理文庫） 1980年
- 『雪白姫』（バーセルミ、白水社） 1981年、のち白水Uブックス
- 『ゆうべ女房をころしてしもうた（世界のライト・ヴァース）』（編訳、書肆山田） 1982年
- 『ニューヨークの猫たち』（テリー・ドゥロイ・グルーバー、講談社） 1982年
- 『ナンセンスの絵本』（エドワード・リア、ほるぷ出版） 1985年、のちちくま文庫 1988年、のち岩波文庫 2003年
- 『ゲーデル、エッシャー、バッハ - あるいは不思議の環』（ダグラス・ホフスタッター、野崎昭弘,はやしはじめ共訳、白揚社） 1985年
- 『核戦争ブラック・ブック』（マーク・イアン・バラシュ、西条裕美子共訳、白揚社） 1985年
- 『魔女 魔女談なんて、ま、冗談?』（コリン・ホーキンズと魔女1名、サンリオ） 1985年
- 『シンデレラ・コンプレックス』（コレット・ダウリング、三笠書房） 1985年、のち三笠文庫 1986年
- 『宇宙の起源 最新データが語る宇宙の誕生』（マルコム・S・ロンゲア、河出書房新社） 1991年
- 『マルセル・デュシャン論』（オクタビオ・パス、宮川淳共訳、書肆風の薔薇） 1991年
- 『イースト・イズ・イースト』（T・コラゲッサン・ボイル、新潮社） 1992年
- 『4人のちびっこ、世界をまわる』（エドワード・リア、ほるぷ出版） 1992年
- 『ラブストーリー、アメリカン』（ジョエル・ローズ, キャサリン・テクシエ、新潮文庫） 1995年
- 『王』（バーセルミ、白水社） 1995年
- 『肖像のジェイムズ・ジョイス』（ボブ・ケイトー, グレッグ・ヴィティエッロ、河出書房新社） 1995年
- 『ユリシーズのダブリン』（編訳、河出書房新社） 1996年
- 『なんでもハップンとんちん旧館物語』（レオ・ハータス、フレーベル館） 1996年
- 『ケロッグ博士』（T・コラゲッサン・ボイル、新潮文庫） 1996年
- 『名画にしのびこんだ猫』（マイケル・パトリック、河出書房新社） 1999年
- 『オデット』（ロナルド・ファーバンク、講談社） 2005年
- 『ブランコあそびにいくんだい!』（ケイト・クランチィ、評論社） 2005年
- 『帆かけ舟、空を行く』（クェンティン・ブレイク、評論社） 2007年
- 『カタツムリと鯨』（ジュリア・ドナルドソン、評論社） 2007年
- 『天使のえんぴつ』（クェンティン・ブレイク、評論社） 2008年
- 『聖ニコラスがやってくる!』（クレメント・C・ムーア、西村書店） 2011年
- 『リアさんって人、とっても愉快! エドワード・リア ナンセンス詩の世界』（エドワード・リア文、ロバート・イングペン絵、西村書店） 2012年
- 『窓から逃げた100歳老人』（ヨナス・ヨナソン（英語版）、西村書店） 2014年
- 『キャロライン・ケネディが選ぶ「心に咲く名詩115」』（早川書房） 2014年
- 『リスからアリへの手紙』（トーン・テレヘン、河出書房新社）2020年

### ジェイムズ・ジョイス
- 『フィネガンズ・ウェイク』全2巻（ジェイムズ・ジョイス、河出書房新社） 1991 - 1993年、のち河出文庫全3巻 2004年
- 『ユリシーズ』3冊（未完）（ジェイムズ・ジョイス、河出書房新社） 1996 - 1997年
- 『ダブリナーズ』（ジェイムズ・ジョイス、新潮文庫） 2009年
- 『ユリシーズ 1 - 12』（ジェイムズ・ジョイス、河出書房新社） 2016年

### ルイス・キャロル
- 『シルヴィーとブルーノ』（ルイス・キャロル、れんが書房新社） 1976年、のちちくま文庫 1987年
- 『不思議の国の論理学』（ルイス・キャロル、朝日出版社） 1977年、のち河出文庫 1990年、のちちくま学芸文庫 2005年
- 『もつれっ話』（ルイス・キャロル、れんが書房新社） 1977年、のちちくま文庫 1989年
- 『枕頭問題集』（ルイス・キャロル、朝日出版社、エピステーメー叢書） 1978年
- 『かつらをかぶった雀蜂』（ルイス・キャロル、れんが書房新社） 1978年
- 『ふしぎの国のアリス』（ルイス・キャロル、集英社、少年少女世界の名作） 1982年 、のち改題『不思議の国のアリス』（ちくま文庫）
- 『鏡の国のアリス』（ルイス・キャロル、ちくま文庫） 1988年
- 『アリス! 絵で読み解くふたつのワンダーランド』（ルイス・キャロル、山本容子絵、講談社） 2010年

### ロアルド・ダール
- 『おばけ桃が行く』（ロアルド・ダール、評論社、ロアルド・ダールコレクション1） 2005年
- 『チョコレート工場の秘密』（ロアルド・ダール、評論社、ロアルド・ダールコレクション2） 2005年
- 『ガラスの大エレベーター』（ロアルド・ダール、評論社、ロアルド・ダールコレクション5） 2005年
- 『アッホ夫婦』（ロアルド・ダール、評論社、ロアルド・ダールコレクション9） 2005年
- 『すばらしき父さん狐』（ロアルド・ダール、評論社、ロアルド・ダールコレクション4） 2006年
- 『ダニーは世界チャンピオン』（ロアルド・ダール、評論社、ロアルド・ダールコレクション6） 2006年
- 『奇才ヘンリー・シュガーの物語』（ロアルド・ダール、評論社、ロアルド・ダールコレクション7） 2006年
- 『ことっとスタート』（ロアルド・ダール、評論社、ロアルド・ダールコレクション18） 2006年
- 『どでかいワニの話』（ロアルド・ダール、評論社、ロアルド・ダールコレクション8） 2007年
- 『したかみ村の牧師さん』（ロアルド・ダール、評論社、ロアルド・ダールコレクション19） 2007年
- 『一年中わくわくしてた』（ロアルド・ダール、評論社、ロアルド・ダールコレクション20)  2007年
- 『「ダ」ったらダールだ!』（ロアルド・ダール、評論社、ロアルド・ダールコレクション別巻2) 2007年
- 『きゃくいんソング』（ロアルド・ダール、評論社） 2008年

### エリカ・ジョング
- 『飛ぶのが怖い』（エリカ・ジョング、新潮文庫） 1976年、のち河出文庫 2005年
- 『あなた自身の生を救うには』（エリカ・ジョング、新潮社） 1978年、のち新潮文庫 1979年
- 『魔女たち』（エリカ・ジョング、サンリオ） 1982年
- 『ファニー』（エリカ・ジョング、新潮社） 1985年
- 『ブルースを、ワイルドに』全2冊（エリカ・ジョング、文春文庫） 1996年